# Eugenia Kosowska
Eugenia Kosowska (ur. 5 lutego 1918 w Majdanie Krasienińskim, zm. 18 maja 2003) – poetka ludowa.
Ukończyła pięć oddziałów szkoły powszechnej w Krasieninie. W młodości pomagała w gospodarstwie rodzicom – Marii i Antoniemu Reszkom. Od 1937 roku na stałe mieszkała na Kolonii w Jakubowicach Konińskich, kilka kilometrów na płn-zach od Lublina. Podczas okupacji niemieckiej w 1941 wyszła za mąż za rolnika Stanisława Kosowskiego. Wychowała troje dzieci. Przez wiele lat była członkiem Stowarzyszenia Twórców Ludowych w Lublinie i Archiwum Literatury Ludowej Muzeum Wsi Lubelskiej. 
Pierwsze utwory poetyckie przyszła pisarka zaczęła tworzyć w wieku piętnastu lat. Były to wierszowane życzenia i liryki okolicznościowe. W czasie wojny obronnej 1939 roku z pasją pisała wiersze patriotyczne i antywojenne. Spory zasób tych wierszy spaliła jednak obawiając się rewizji.
Debiutowała wiele lat później, bo dopiero w 1970 wierszem "Zaduszki", na antenie Polskiego Radia w popularnej audycji "Pod Kogutkiem". W latach następnych jej utwory były wielokrotnie drukowane w czasopismach regionalnych i ogólnopolskich. Ukazały się między innymi w "Biuletynie STL", "Twórczości Ludowej", "Sztandarze Ludu", "Gospodyni", "Gromadzie-Rolniku Polskim", "Kurierze Lubelskim". 
Liryki nagrodzono m.in. w prestiżowym Ogólnopolskim Konkursie Literackim im. Jana Pocka.